# Khevsureti
Jevsureti (en georgiano: ქელური, «tierra de los valles ») es una región histórico-etnográfica del este de Georgia. Los jevsurs son la rama del pueblo kartveliano (georgiano) ubicado a lo largo de las laderas norte (Pirikita Jevsureti, ფირითია ქესური) y sur (Piraketa Jevsureti, ფირითა ქესური) de las Grandes Montañas del Cáucaso. Según la definición convencional de la frontera entre Europa y Asia , que sigue la línea divisoria de aguas del Gran Cáucaso, Jevsureti  es geográficamente una parte europea de Georgia.

## Geografía
Comprende los pequeños valles fluviales de Migmajevi, Shatili, Arkhoti y Aragvi, la provincia limita con Ingushetia y Chechenia y está incluida en el actual municipio de Dusheti, región de Mtskheta-Mtianeti. Jevsureti, con una superficie de aproximadamente 1050 km², está atravesada por la cresta principal de la cordillera del Gran Cáucaso, dividiendo la provincia en dos partes desiguales. Pirikita Jevsureti ("allá") es más grande, con una superficie de aproximadamente 565 km², mientras que Piraketa Jevsureti ("ahí") ocupa 428 km². Los pueblos más grandes son Barisakho y Shatili.

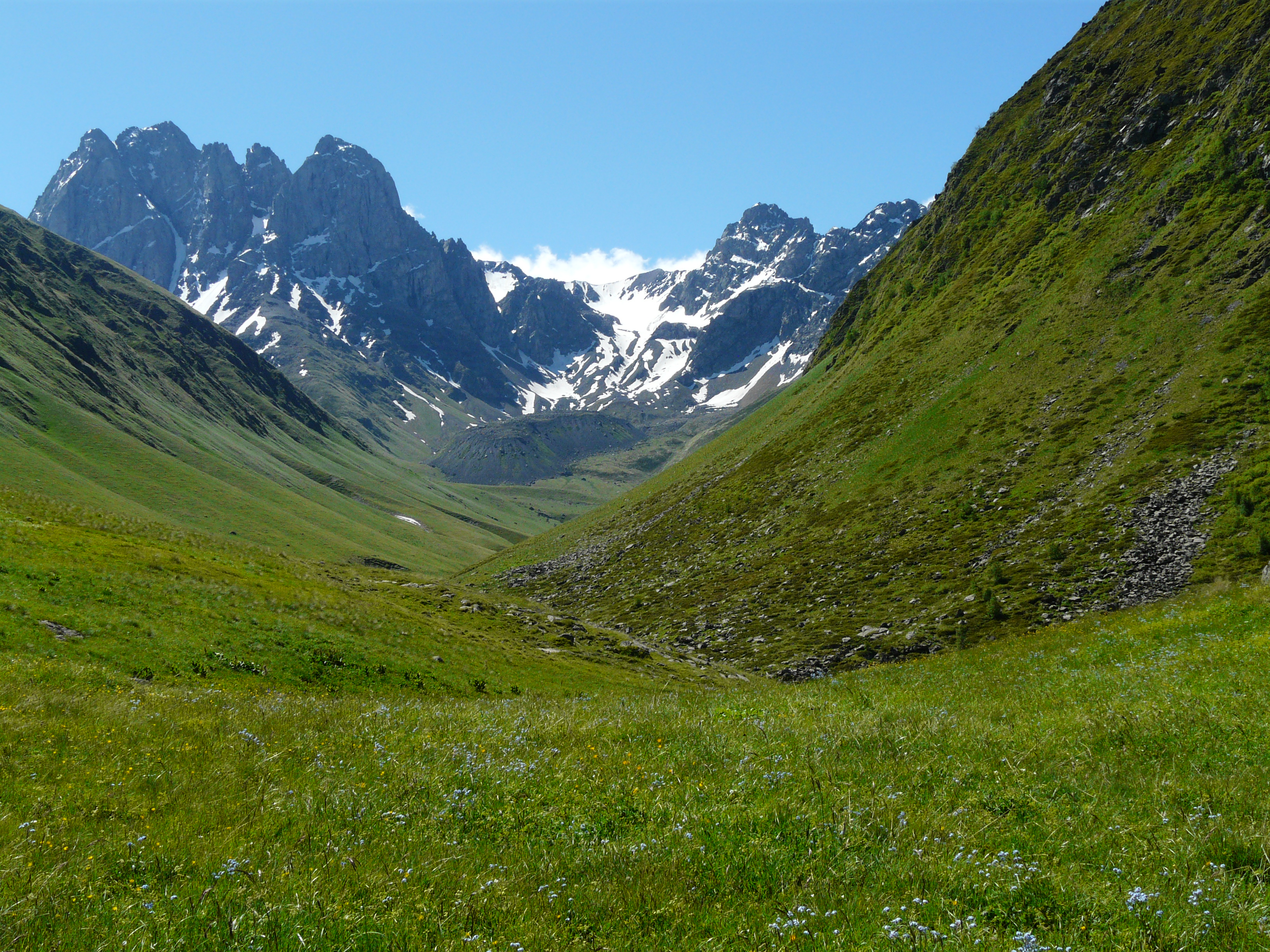
Caucasus Mountains near Juta

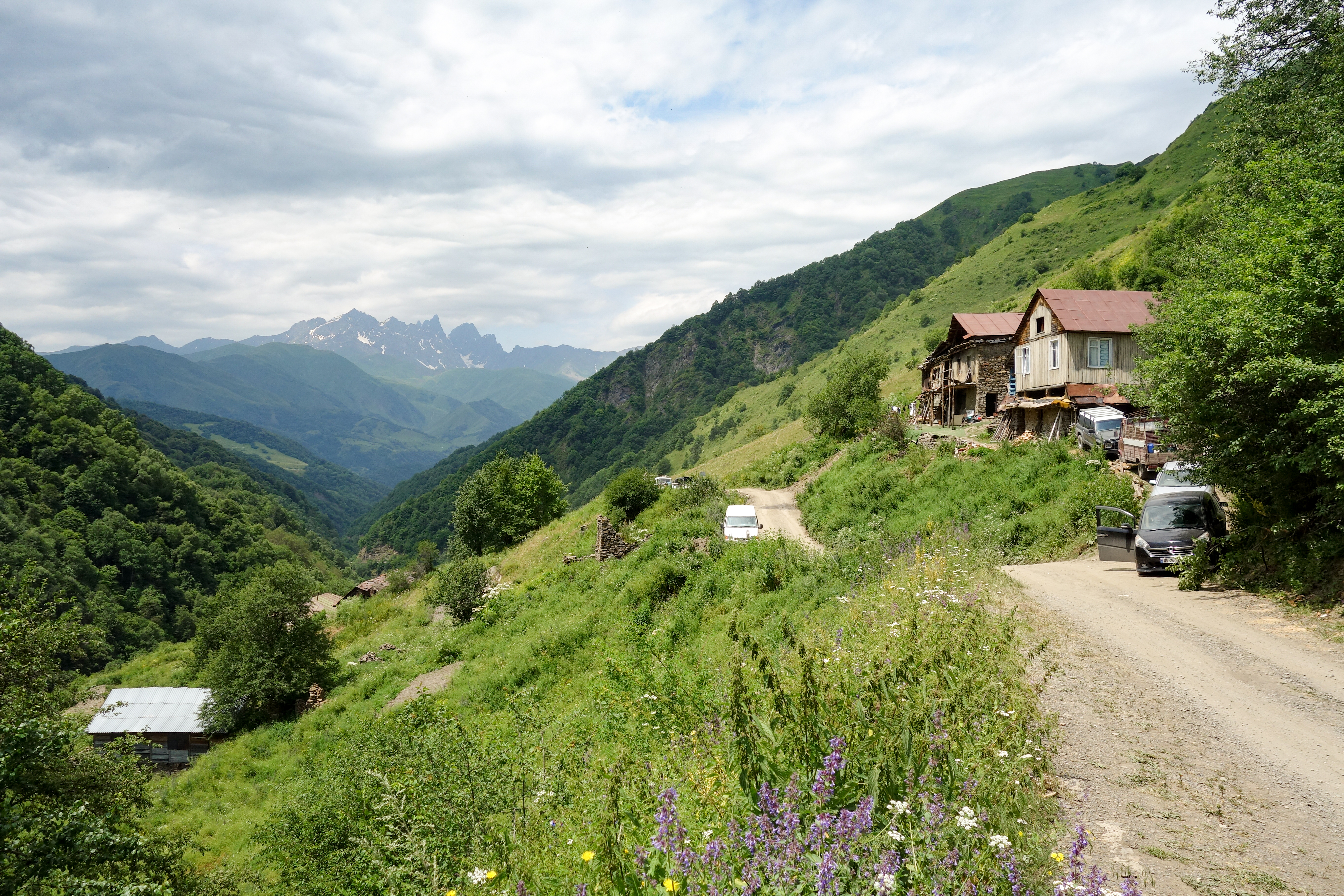
Biso, a small village in Khevsureti

## Etnografía
El territorio de Jevsureti, junto con la zona vecina de Pshavi, era conocido por los escritores medievales bajo la designación conjunta "Pkhovi" o en idioma georgiano: ფხოვი. El cronista Leonti Mroveli menciona que después de la conversión del rey Mirian III de Iberia y la reina Nana al cristianismo a principios del siglo IV, Santa Nino continuó predicando entre los montañeses georgianos (მთიულნი, mtiulni), incluido Pkhovi.
La Georgia medieval nunca logró establecer un sistema feudal típico . El código civil de la comunidad se mantuvo basado en las tradiciones y valores antiguos. Los hijos de las familias nobles y señores fueron criados por las familias de campesinos (გლეხი, glekhi ), que eran conocidos por su sabiduría y cualidades humanas. Estas personas introdujeron a los jóvenes en su cultura, historia, tradiciones y todos los aspectos del conocimiento y experiencias humanas basadas en los valores cristianos ortodoxos. (Véase Iglesia Ortodoxa y Apostólica de Georgia)
Históricamente, las comunidades de las tierras altas de Georgia gozaban de cierto grado de autonomía. Los khevsurs nunca aceptaban a los señores locales; elegían a sus líderes, conocidos como Jevisberi (ხევისბერი, anciano) y a un consejo de ancianos, sometiéndose únicamente al monarca (véase Lista de los reyes de Georgia). Eran guerreros excepcionales, que encarnaban las cualidades tradicionales georgianas de coraje, apertura y honestidad, fraternidad, independencia y amor a la libertad,  que a menudo eran promovidos como guardaespaldas reales. Los reyes los consideraban guardianes fiables de las montañas del Cáucaso y de la frontera norte del reino. En la batalla, los jevsurs llevaban banderas adornadas con cruces y se consideraban miembros permanentes del ejército de las banderas sagradas y guardianes de los reyes georgianos.

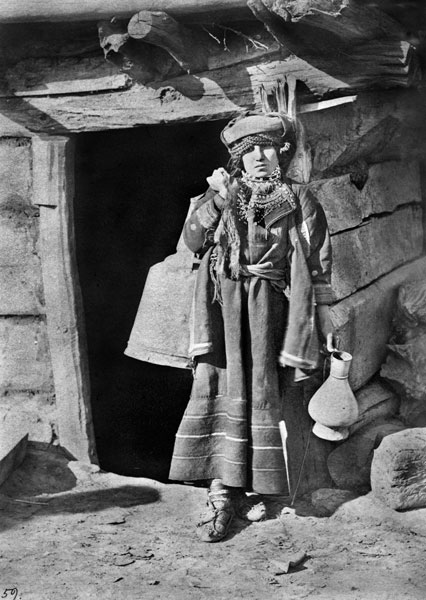
Khevsur woman. Photo by D.A. Nikitin, 1881.

Una historia popularizada por primera vez por el militar y etnógrafo ruso Arnold Zisserman, quien pasó 25 años (1842-67) durante la expansión rusa en el Cáucaso (ver Georgia bajo el Imperio ruso), sugiere que estos montañeses georgianos eran descendientes de los últimos cruzados europeos. Afirmó que su cultura popular, incluidas las prácticas materiales, sociales y religiosas, se parecía a las de los cruzados. Aunque Zisserman afirmó haber llegado a la especulación él mismo y a menudo se le atribuye la idea, esta teoría ya había aparecido en fuentes anteriores y era una historia popular entre los no georgianos en Tiflis. La afirmación de que cualquier evidencia histórica indica que los jevsuros pueden haber descendido de los cruzados ha sido completamente desacreditada, y los eruditos georgianos han ridiculizado universalmente la historia.
Zisserman también escribe que «en cuanto a su origen, los jevsuros han conservado una tradición: consideran a un hombre llamado Gudaneli como su primer antepasado. Era un campesino vasallo de un terrateniente de Kajetia y, para escapar del castigo por algún delito que había cometido, encontró refugio en la aldea pshav de Apsho. De sus dos hijos, Arabuli y Chinchara, se originó la familia de Arabuli, compuesta por 320 hogares, y la familia de Chincharauli, con 210 hogares». El viajero estadounidense Richard Halliburton (1900-1939) vio y registró las costumbres de la tribu jevsur en 1935.
Los hombres de Jevsuro, vestidos con cotas de malla y armados con espadas anchas, llevaban prendas llenas de adornos formados por cruces e iconos, que servían como medio de protección según el cristianismo que Georgia adoptó a principios del siglo IV. El historiador griego Heródoto (c. 484 - c.  425 a. C.) señala que los montañeses del Cáucaso de esa época eran brillantes tejedores y bordadores de su vestido o choja, que se desgastaba, pero nunca se descoloría por el uso frecuente. Las niñas comenzaban a tejer a la edad de 6-7 años, pero los hombres estudiaban y se entrenaban militarmente, porque según su tradición las mujeres estaban privadas de educación y de un estatus social superior. Tenían un estricto sistema de entrenamiento físico en artes marciales conservado como arte marcial Khridoli, y que es parte de la rica tradición militar georgiana.
Las danzas jevsur también se conservan en las danzas nacionales como la danza guerrera Jevsuruli.

## Religión
Su religión es una mezcla única de cristianismo ortodoxo georgiano y cultos precristianos. Rinden culto a lugares sagrados conocidos localmente como jvari (“cruz”), khati (“icono”) o salotsavi (“santuario”). Además de su carácter religioso, estos eran los sitios donde los lugareños discutían y decidían asuntos comunes como incursiones contra enemigos, pacificación, apelaciones de diversos caracteres, etc. Incluso durante el período soviético, con sus duras restricciones contra cualquier actividad religiosa, cada año los montañeses georgianos se reunían con un grupo de sacerdotes cristianos ortodoxos mayores y realizaban sus rituales tradicionales.

## Cifras históricas de población
Según el censo de 1873, Jevsureti tenía una población de 4872 habitantes. En 1926, la población se redujo a 3885.
Cifras del censo imperial ruso de 1873 dadas por el Dr. La obra de Gustav Radde Die Chews'uren und ihr Land — ein monographischen Versuch ermittelt im Sommer 1876 (publicada por Cassel en 1878) divide las aldeas de Jevsureti en ocho comunidades:
- La comunidad de Barisakho: 16 aldeas, 298 hogares, compuestos por 723 hombres y 718 mujeres, con un total de 1.441 almas.
- La comunidad de Guli: 8 aldeas, 162 hogares, compuestos por 335 hombres y 356 mujeres, con un total de 691 almas.
- La comunidad de Roshka: 7 aldeas, 145 hogares, compuestos por 335 hombres y 315 mujeres, con un total de 648 almas.
- La comunidad de Batsaligo: 9 aldeas, 131 hogares, compuestos por 296 hombres y 288 mujeres, con un total de 584 almas.
- La comunidad Akhieli: 5 aldeas, 111 hogares, compuestos por 273 hombres y 240 mujeres, con un total de 513 almas.
- La comunidad de Shatili: 5 aldeas, 121 hogares, compuestos por 252 hombres y 272 mujeres, con un total de 524 almas.
- La comunidad de Ardoti: 3 aldeas, 86 hogares, compuestos por 198 hombres y 249 mujeres, con un total de 447 almas.
- La comunidad de Tolaant-Sopeli: 8 aldeas, 197 hogares, compuestos por 555 hombres y 593 mujeres, con un total de 1.148 almas.

TOTAL 1873 : 61 aldeas, 1251 hogares, compuestos por 2967 hombres y 3029 mujeres, en total 5996 almas.
Estas cifras pueden compararse con las que figuran en Jevsureti de Sergi Makalatia (Komunistis Stamba, Tiflis: 1935; en georgiano):
- La comunidad de Barisakho: 14 aldeas, 241 hogares, compuestos por 467 hombres y 539 mujeres, con un total de 1006 almas.
- La comunidad de Batsaligo: 19 aldeas, 291 hogares, constituidos por 547 hombres y 639 mujeres, con un total de 1186 almas.
- La comunidad de Shatili: 12 aldeas, 233 hogares, compuestos por 528 hombres y 572 mujeres, con un total de 1100 almas.
- La comunidad de Arkhoti (Akhieli): 3 aldeas, 78 hogares, compuestos por 123 hombres y 133 mujeres, con un total de 256 almas.

1935(?) TOTAL : 43 aldeas, 769 hogares, compuestos por 1492 hombres y 1668 mujeres, en total 3160 almas.
Por supuesto, hay muchas razones por las que comparar estos dos censos sería un ejercicio complicado y hasta cierto punto inútil. Sin embargo, por si sirve de algo, esa comparación confirma un proceso de éxodo rural durante finales del siglo XIX y principios del xx, en el que los jevsurs parecen haber abandonado asentamientos aislados o de mayor altitud y haberse trasladado valle abajo para vivir en aldeas que se beneficiaban de condiciones climáticas más benignas (o tal vez incluso para vivir en ciudades más alejadas).
Aunque estas cifras deben tomarse, por supuesto, con pinzas (en el sentido de que se basan en datos cuya fiabilidad no está probada y es, como mínimo, discutible), una comparación entre los dos años (1873 y 1935) revela:
- una caída del 14 por ciento en el número promedio de hombres por hogar;
- una caída del 8 por ciento en el número promedio de mujeres por hogar;
- una caída del 8 por ciento en el número promedio de hogares (familias) por aldea;
- una caída del 19 por ciento en el número promedio de habitantes por aldea; y
- una disminución del 35 por ciento de la población total de la región (las regiones más aisladas perdieron más habitantes, por ejemplo, la comunidad Shatili 42% y la comunidad Ajieli 50% que las otras situadas más abajo en los valles).

## Migración
La desobediencia de los jevsurianos a la ideología soviética fue motivo de una migración obligatoria a la llanura, iniciada por el gobierno en 1951. Como resultado, muchos pueblos de alta montaña quedaron desiertos. Las penurias económicas de las dos últimas décadas también aumentaron la tendencia a la migración.

## Tradiciones
Al igual que otras zonas montañosas de Georgia, Jevsureti se caracteriza por una gran diversidad de tradiciones y costumbres. Los habitantes de Jevsur hablan un dialecto local del idioma georgiano que se asemeja al georgiano literario de la Edad Media y conservan muchas de sus antiguas tradiciones, incluidos elementos de rituales populares. La institución de la venganza de sangre todavía estaba viva en el siglo XX.
La música de Khevsur también se parece a la de Georgia en la Edad Media. Jevsureti es famosa por sus baladas medievales y su música folclórica.
El traje tradicional de Jevsureti incluye una prenda superior masculina llamada Perangi. Si bien se parece un poco a la clásica Chokha georgiana, es más corta y de forma trapezoidal y presenta un equilibrio de colores más intenso y un mayor uso de motivos decorativos cruciformes.
La arquitectura de Jevsureti es en su mayoría de carácter defensivo y altamente fortificado, presentando una profusión de torres aferradas a las laderas de las montañas, lo que significa una vigilancia constante ante el ataque enemigo. Los jevsurs eran famosos por su guerra con los pueblos (en su mayoría musulmanes) del Cáucaso Norte, incluidos los chechenos, los kists y los numerosos pueblos de Daguestán. Debido a la complejidad geográfica, étnica y religiosa y la falta de industrialización en el Gran Cáucaso, era algo común que las tribus del Cáucaso Norte atacaran y robaran a los georgianos que vivían en las montañas. El conocido poeta georgiano Vazha Pshavela describió la guerra de los jevsurs en sus poemas. Uno de los más famosos de ellos es Aluda Ketelauri, cuyo héroe epónimo es un joven jevsur, famoso por su valentía y habilidades como guerrero. Un día, después de que la aldea jevsur de Shatili, donde vivía, hubiera sido invadida por los kists (nombre histórico de los pueblos naj), Aluda siguió a los invasores y mató a los dos ladrones. Sin embargo, después de matar al 'kist' llamado Mussah, Aluda comenzó a llorar, lamentando al guerrero, en reconocimiento a su valentía y dedicación a su fe musulmana. Cuando Aluda regresó a Shatili, confesó a los aldeanos su admiración por el héroe 'kist' que había demostrado ser un adversario tan digno, pero se sorprendieron por este elogio a un 'pagano' y terminaron condenando a Aluda y expulsándolo de la comunidad.
En 1911, la Enciclopedia Británica informó de que entre los jevsurs todavía prevalecían muchas costumbres curiosas, como, por ejemplo, el encarcelamiento de la mujer durante el parto en una choza solitaria, alrededor de la cual desfila el marido, disparando su mosquete a intervalos. Después del parto, se llevaba comida subrepticiamente a la madre, que permanecía en prisión durante un mes, tras lo cual se quemaba la choza. Una de las características más llamativas de las culturas tradicionales de los Jevsureti  era la relación prematrimonial conocida como sts'orproba (o ts'ats'loba, como se la conoce en pshavi). Una pareja joven podía acostarse junta durante la noche con una espada colocada entre ellos. Las relaciones sexuales entre la pareja estaban estrictamente prohibidas. Cualquier hombre que infringiera esta regla era condenado a muerte.
En un pasado reciente, los jevsurs que estaban gravemente enfermos utilizaban el osario de Anatori: para salvar a sus familias, solían ir a ese lugar y encontrar su fin en reclusión, manteniendo a sus parientes a salvo de las calamidades de las epidemias y las enfermedades mortales. El carácter guerrero de los jevsurs influyó en algunos historiadores hasta el punto de que se inclinaron a relacionar a esta tribu de las tierras altas de Georgia con los cruzados; pero el punto decisivo, por supuesto, fue la presencia de las imágenes de la cruz en el atuendo nacional de los jevsurs. Junto a su historia y experiencia bélicas, también tienen una costumbre de naturaleza y ética pacífica opuestas: si una joven o una mujer arroja su pañuelo entre los jevsurs que luchan, esto indica su orden de detener el combate y los hombres siempre obedecen la intervención de la dama.
En la provincia se encuentran repartidas decenas de fortificaciones, santuarios e iglesias. Entre ellas, destacan la fortaleza de Khakhmati, la fortaleza de Akhieli, la fortaleza de Lebaiskari, la fortaleza de Mutso, las fortificaciones de Shatili, la cruz de Gudani y la cruz de Anatori.